# Katarzyna Solus-Miśkowicz
Katarzyna Solus-Miśkowicz, née le 21 mars 1988 à Zakopane, est une coureuse cycliste polonaise.

## Palmarès en VTT

### Championnats du monde
- 2014
  -  Championne du monde universitaire de cross-country
  -  Championne du monde universitaire de cross-country contre-la-montre

### Championnats de Pologne
- 2011
  -  Championne de Pologne de cross-country marathon
- 2012
  - 2e du championnat de Pologne de cross-country marathon
- 2013
  -  Championne de Pologne de cross-country marathon

## Palmarès sur route
- 2014
  -  Médaillée d'argent du championnat du monde universitaire sur route